# NGC 1421
NGC 1421 is een balkspiraalstelsel in het sterrenbeeld Eridanus. Het hemelobject werd op 1 februari 1785 ontdekt door de Duits-Britse astronoom William Herschel.

## Synoniemen
- PGC 13620
- MCG -2-10-8
- IRAS 03401-1338